# Any europeu
L'any europeu és una iniciativa del Parlament Europeu per centrar els seus esforços al voltant d'una campanya concreta, al mode dels dies internacionals de l'ONU però amb un esforç sostingut durant tot un any. La llista dels anys europeus és la següent:
- 1983: de les PIME i l'artesania
- 1984: dels ciutadans europeus
- 1985: de la música
- 1986: de la seguretat viària
- 1987: del medi ambient
- 1988: del cinema i la televisió
- 1989: de la informació sobre el càncer
- 1990: del turisme
- 1992: de la seguretat, la higiene i la salut laboral
- 1993: de la gent gran
- 1994: de l'alimentació
- 1995: dels joves i la conducció
- 1996: de l'educació permanent
- 1997: contra el racisme
- 1998: de la democràcia local i regional
- 1999: contra la violència masclista
- 2001: de les llengües
- 2003: de les persones amb discapacitats
- 2004 de l'educació a través de l'esport
- 2005: d'educació per a la ciutadania
- 2006: de la mobilitat dels treballadors
- 2007: de la igualtat d'oportunitats
- 2008: del diàleg intercultural
- 2009: de la creativitat i la innovació[2]
- 2010: contra la pobresa i l'exclusió social
- 2011: del voluntariat
- 2012: de l'envelliment actiu
- 2013-14: dels ciutadans
- 2015: del desenvolupament
- 2018: del Patrimoni Cultural[3]